# ياروسلاف تروفيموف
ياروسلاف تروفيموف هو صحفي إيطالي، ولد في 1969 في كييف في أوكرانيا.